# Federação Pan-Americana de Hóquei
A Federação Panamericana de Hóquei (em inglês: Pan-American Hockey Federation - PAHF; em espanhol: Federación Panamericana de Hockey) é a autarquia responsável pela administração do desporto e de suas modalidades no continente americano.
É associada à Federação Internacional de Hóquei (IHF), a qual reconhece a entidade e as competições por ela administradas.

## Conselho diretor
Atualmente, a PAHF possui o seguinte conselho diretor, cuja validade de cada mandato é distinta.
- Presidente (até 2025): Alberto Budeisky (Argentina).
- Tesoureira honorária (até 2023): Mary Cicinelli (Canadá).
- Representantes dos atletas: Francisco ‘Pako’ Aguilar (México).
- Representantes dos atletas (até 2023): Maureen Craig-Rousseau (Trinidad e Tobago), Gianni Delucchi (Peru), Bree Gillespie (Estados Unidos) e Fabian Stewart (Jamaica).
- Representantes dos atletas (até 2025): Ann Doggett (Canadá), Tricia Fiedtkou (Guiana), Bernardo Walter Kramer (Chile) e Ademir Montenegro Cortes (Panamá).

## Países membros
A PAHF possui trinta nações afiliadas à ela, sendo uma delas em caráter provisório.
| Países membros da PAHF | Países membros da PAHF | Países membros da PAHF | Países membros da PAHF | Países membros da PAHF | Países membros da PAHF |
| ---------------------- | ---------------------- | ---------------------- | ---------------------- | ---------------------- | ---------------------- |
| Argentina              | Bahamas                | Barbados               | Bermuda                | Bolívia                | Brasil                 |
| Canadá                 | Chile                  | Colômbia               | Costa Rica             | Cuba                   | Equador                |
| El Salvador            | Estados Unidos         | Guatemala              | Guiana                 | Haiti                  | Ilhas Cayman           |
| Honduras               | Jamaica                | México                 | Nicarágua              | Panamá                 | Paraguai               |
| Peru                   | Rep. Dominicana        | Porto Rico             | Trinidad e Tobago      | Uruguai                | Venezuela              |

- A Colômbia é um membro provisório.

## Competições
Esta federação administra várias competições disputadas entre os seus membros.

#### Torneios para adultos
- Copa Pan-Americana (masculina) - desde 2000
- Copa Pan-Americana (feminina) - desde 2001
- Jogos Pan-Americanos (masculino) - desde 1967
- Jogos Pan-Americanos (feminino) - desde 1987
- Jogos Centro-Americanos e do Caribe (masculino) - desde 1982
- Jogos Centro-Americanos e do Caribe (feminino) - desde 1986
- Campeonato Sul-Americano (masculino) - desde 2003
- Campeonato Sul-Americano (feminino) - desde 2003
- Campeonato Pan-Americano indoor (masculino) - desde 2002
- Campeonato Pan-Americano indoor (feminino) - desde 2002
- Challenge Cup Pan-Americano (masculino) - desde 2011
- Challenge Cup Pan-Americano (feminino) - desde 2011

Observações:
- o Campeonato Sul-Americano de 2006 fez parte do programa dos VIII Jogos Sul-Americanos (VIII Jogos da ODESUR).[5][6]
- o Campeonato Sul-Americano de 2014 fez parte do programa dos X Jogos Sul-Americanos (X Jogos da ODESUR).[7][8]
- as partidas do Campeonato Sul-Americano de 2016 foram válidas pela primeira fase da Liga Mundial de Hóquei (temporada 2016/2017).[9]
- o Campeonato Sul-Americano de 2018 fez parte do programa dos XI Jogos Sul-Americanos (XI Jogos da ODESUR).[10]
- o Campeonato Sul-Americano de 2020 teriam as suas partidas válidas pela terceira edição do Challenge Cup Pan-Americano.[11]

#### Torneios para menores
- Campeonato Pan-Americano Júnior (masculino) - desde 1978
- Campeonato Pan-Americano Júnior (feminino) - desde 1988
- Campeonato Pan-Americano Juvenil (masculino) - desde 2010
- Campeonato Pan-Americano Juvenil (feminino) - desde 2010

#### Torneios extintos
- Torneio Quatro Nações (feminino) - realizado em 2007 [12]
- Jogos da ALBA (masculino) - realizado em 2007 e 2009 [13][14]
- Copa de Hóquei do Caribe (masculino) - realizado em 2007 [15][16]
- Copa de Hóquei do Caribe (feminino) - realizado em 2007 [17][18]